# Dicranella
Dicranella là một chi rêu trong họ Dicranaceae.